# Эммет (округ, Мичиган)
Э́ммет (англ. Emmet County) — округ в штате Мичиган, США. Официально образован 1 апреля 1840 года. По состоянию на 2010 год, численность населения составляла 32 694 человека.

## География
По данным Бюро переписи США, общая площадь округа равняется 2 284,382 км2, из которых 1 209,531 км2 суша и 1 074,851 км2 или 47,000 % это водоёмы.

## Население
По данным переписи населения 2000 года в округе проживает 31 437 жителей в составе 12 577 домашних хозяйств и 8 527 семей. Плотность населения составляет 26,00 человек на км2. На территории округа насчитывается 18 554 жилых строений, при плотности застройки около 15,00-ти строений на км2. Расовый состав населения: белые — 94,33 %, афроамериканцы — 0,47 %, коренные американцы (индейцы) — 3,11 %, азиаты — 0,43 %, гавайцы — 0,03 %, представители других рас — 0,16 %, представители двух или более рас — 1,47 %. Испаноязычные составляли 0,91 % населения независимо от расы.
В составе 31,70 % из общего числа домашних хозяйств проживают дети в возрасте до 18 лет, 55,90 % домашних хозяйств представляют собой супружеские пары проживающие вместе, 8,50 % домашних хозяйств представляют собой одиноких женщин без супруга, 32,20 % домашних хозяйств не имеют отношения к семьям, 26,90 % домашних хозяйств состоят из одного человека, 10,00 % домашних хозяйств состоят из престарелых (65 лет и старше), проживающих в одиночестве. Средний размер домашнего хозяйства составляет 2,44 человека, и средний размер семьи 2,97 человека.
Возрастной состав округа: 25,30 % моложе 18 лет, 7,10 % от 18 до 24, 28,10 % от 25 до 44, 25,20 % от 45 до 64 и 25,20 % от 65 и старше. Средний возраст жителя округа 39 лет. На каждые 100 женщин приходится 96,80 мужчин. На каждые 100 женщин старше 18 лет приходится 93,70 мужчин.
Средний доход на домохозяйство в округе составлял 40 222 USD, на семью — 48 140 USD. Среднестатистический заработок мужчины был 33 385 USD против 24 173 USD для женщины. Доход на душу населения составлял 21 070 USD. Около 4,50 % семей и 7,40 % общего населения находились ниже черты бедности, в том числе — 7,30 % молодежи (тех, кому ещё не исполнилось 18 лет) и 7,80 % тех, кому было уже больше 65 лет.